# Limite (géographique)
Pour les articles homonymes, voir Limite.

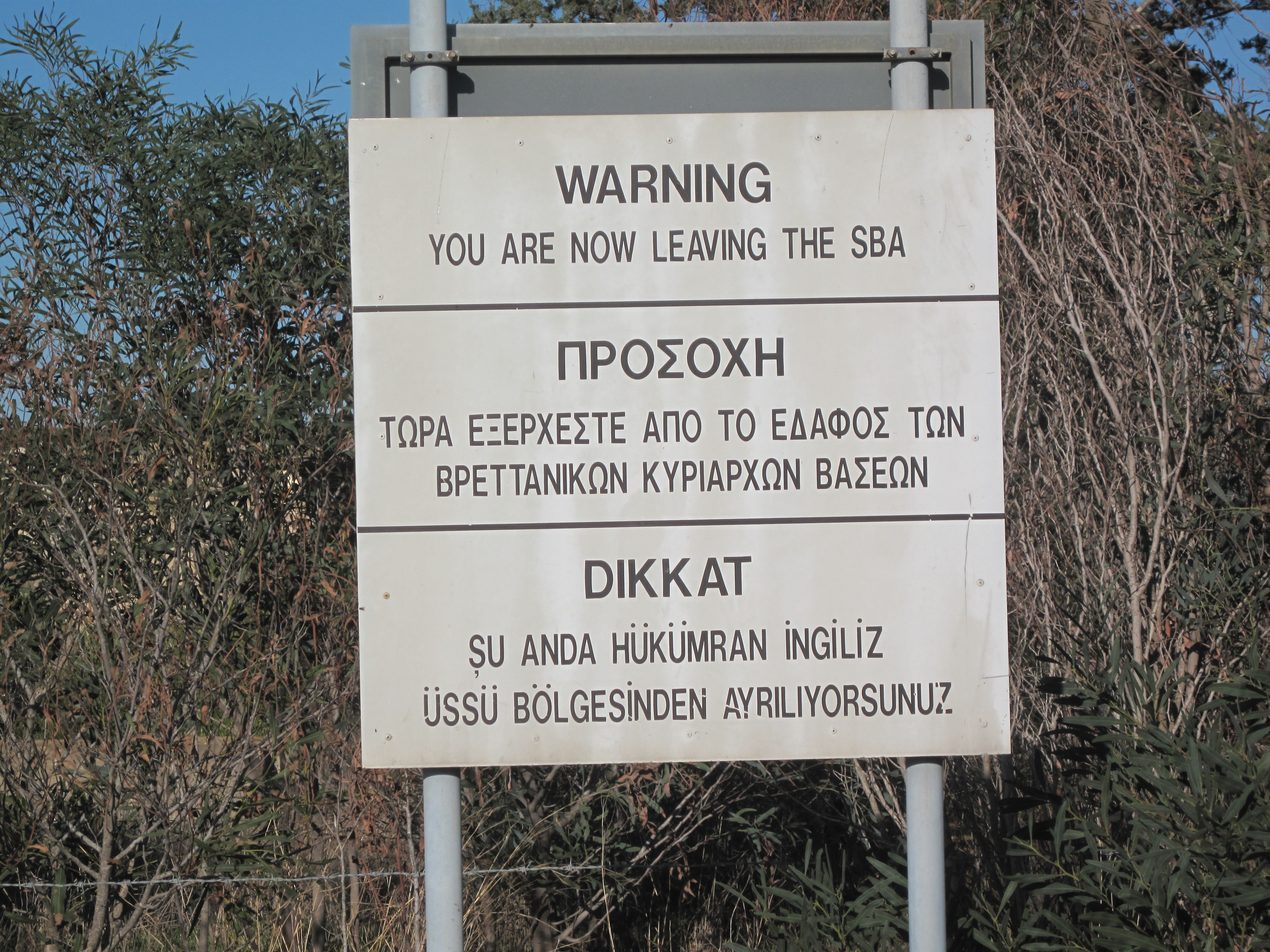
Panneaux d'avertissement trilingues anglais-grec-turc pour les passages frontaliers à Akrotiri et Dhekelia, à Chypre

Une limite en géographie permet de circonscrire un ensemble spatial donné. Elle est également la ligne de délimitation ou de démarcation entre unités géographiques de tous types, qu'elles soient physiques ou humaines. À l'origine, elle sépare l'espace connu du monde inconnu.
Les limites peuvent être de différentes natures (politiques, naturelles, sociales) et peuvent remplir différentes fonctions.

## Étymologie
Le mot limite vient du latin limes, limitis qui désignait un «chemin, un sentier bordant un domaine». La limite prit ensuite le sens d’une ligne qui sépare deux territoires ou plus précisément la frontière. Dès son apparition il développe un sens plus abstrait. Dans la Rome antique, le limes désignait les frontières de l’Empire.

## Origine
La limite prend sens lorsqu’il s’agit de séparer l’espace habité de l’espace inconnu. La forêt a longtemps été considérée comme un espace fantastique et sauvage. En ce sens, elle marquait la limite du monde connu. L’une des premières limites distinguées par les hommes est celle qui sépare le sacré et le profane. Elle se concrétise par le tracé tangible ou symbolique d’un espace sacré.
Dans le sport, les limites d’un terrain qui marquent un espace à l’intérieur duquel des règles très précises sont appliquées peuvent rappeler les limites d’un temple.

## Définition
Une limite peut démarquer des unités géographiques de tous types, qu’elles soient physiques ou humaines. Elle apparait également comme la périphérie d’un ensemble cohérent, construit à partir d’un centre, d’un pouvoir et de l’appropriation identitaire de cet espace. Une limite est considérée comme une discontinuité lorsque les espaces de part et d’autre sont dissymétriques. La limite d’un espace géographique est désignée par le terme de frontière lorsque des conflits de territoire et de pouvoir apparaissent.

## Diversité des limites

### Limites politiques
La limite est, selon Claude Raffestin, la première forme d’exercice d’un pouvoir dont le fondement est le travail c’est-à-dire ce qui est capable de transformer l’environnement physique et l’environnement social. Elle est, dans son acception politico-administrative, une ligne à partir de laquelle cessent les pouvoirs d’une unité politique. Le terme de frontière quant à lui désigne les limites d’un État, fixé par un accord international (traité). Les limites administratives à l’intérieur d’un État ne sont cependant pas assurées de devenir automatiquement une frontière interne. Elle ne devient frontière latente qu’à partir du moment où une région revendique par divers moyens (légaux ou violents) son autonomie.

### Limites naturelles
Les critères naturels peuvent également être utilisés pour délimiter un espace. Les géographes de la fin du XIXe siècle ont notamment cherché à dresser l’inventaire des milieux naturels et de leurs limites. Ces limites naturelles ont pu être considérées comme des frontières immuables sur lesquelles se calquaient les frontières administratives. Cependant, plusieurs auteurs se sont opposés à cette acception, comme Jacques Ancel dans sa Géographie des frontières. Aujourd’hui, les phénomènes climatiques ou biologiques sont souvent abordés par leurs limites. Dans ce cas, la notion de discontinuités morphologiques, hydrographiques ou naturelles peut être préférée à celle de limite.

### Limites socio-culturelles
Un espace peut également être cerné par des limites socioculturelles comme la langue ou la religion. Dans ces configurations, les limites ne peuvent être linéaires. La frontière comme limite culturelle ne remonte qu’au XIXe siècle « pour faire pendant à la notion de frontière naturelle du XVIIIe siècle. ».

### Nuances
Il est cependant impossible de superposer les différents types de délimitations sans qu’elles entrent en discordances entre elles. C’est, selon P. Claval, faire « injure à la complexité du réel que de remplacer un faisceau de limites par une ligne unique ».
Enfin, il n’est pas toujours possible de poser une limite linéaire pour cerner un espace, notamment s’il ne se démarque pas d’un autre par une discontinuité. Dans ce cas, il est possible de recourir aux concepts de seuils, de confins ou de gradients.

## Fonctions des limites
La limite est un invariant nécessaire et il est ni pensable ni possible d’y échapper ou de s’y soustraire. Elle permet en effet de marquer la différenciation ainsi que l’interaction. « Une limite est un agencement mettant en contact deux espaces juxtaposés et permettant leur interface ». La frontière américano-mexicaine est par exemple non seulement une ligne qui délimite la souveraineté des deux États mais également un lieu d’échange et de mixité.
De nombreux rites accompagnent le franchissement de ces limites, qu’elles marquent la différence entre le profane et le sacré ou le public et le privé. Un élément symbolique peut constituer une limite, dans la mesure où cette dernière est comprise comme le produit d’une relation et est donc tributaire de la signification que lui donne un individu ou un groupe.
Claude Raffestin, dans sa réflexion sur les frontières, propose quatre mégafonctions que peuvent assumer un système de limites.
- D’une part, la limite traduit des valeurs, des informations et des intentions des groupes qu’elle délimite. Selon que l’on se situe à l’intérieur ou à l’extérieur d’un système, son appréciation en sera différente[13].
- La limite est aussi un instrument de régulation (politique, économique, sociale et culturelle) et offre à ceux qui l’ont établie une aire d’autonomie.
- Elle a également une fonction de différenciation indispensable entre deux espaces. Selon l’auteur, le franchissement d’une limite ou sa disparition conduit à la crise.
- Enfin, la limite permet la relation entre les territoires et leur permet de se comparer, d’échanger, de collaborer ou de s’opposer.